# Jassidophaga nearctica
Jassidophaga nearctica är en tvåvingeart som beskrevs av Christian Kehlmaier 2006. Jassidophaga nearctica ingår i släktet Jassidophaga och familjen ögonflugor. Inga underarter finns listade i Catalogue of Life.